# ...jak zwyciężać mamy. Artyści polscy w hołdzie Mazurkowi Dąbrowskiego
...jak zwyciężać mamy. Artyści polscy w hołdzie Mazurkowi Dąbrowskiego – album muzyczny wydany przez dziennik Życie w 2004 roku pod patronatem programu społecznego "Dbaj o Polskę", zawierający impresje kilkunastu artystów na temat utworu "Mazurek Dąbrowskiego".

## Zawartość płyty
Wykonawcami utworu na płycie są:
1. Janusz Olejniczak (recytacja Adam Hanuszkiewicz)
2. Trebunie Tutki
3. Zespół Pieśni i Tańca "Kościerzyna"
4. Kazik Staszewski
5. Urszula Dudziak
6. Kangaroz
7. Stanisław Sojka
8. Komety
9. Radosław Chwieralski
10. Kapela ze Wsi Warszawa
11. Stiff Stuff
12. Pan Profeska (śpiew Paulina Pospieszalska)
13. Robotix
14. Wojciech Waglewski
15. Ignacy Dygas (nagranie archiwalne z 1927)
16. Orkiestra Reprezentacyjna Wojska Polskiego

Większość wykonawców śpiewa Mazurka na sposób, z jakiego znani są z regularnych płyt: Kazik w wersji przypominającej dokonania solowe (sam utwór w nieco innej wersji trafił na płytę Los się musi odmienić), podobnie Stanisław Sojka (swing), Komety (rock "kowbojski"), Trebunie Tutki i Kapela ze Wsi Warszawa (folk), Kangaroz (metal), Robotix (rock and roll). Udziału w nagraniach odmówił zespół Ich Troje, żądając, według organizatorów zbyt wysokiej gaży.
Pomysłodawcami płyty byli Tomasz Welik i Jan Glazer z Fundacji Salon 101, a płytę przygotowała firma TM Communications. W wypowiedziach dotyczących nagrań podkreślano, że płyta nie zawiera wersji hymnu Polski, tylko Mazurka Dąbrowskiego, który do 1926 roku uchodził za natchnioną duchem patriotycznym, ale w sumie prostą piosenkę żołnierską.